# Hannapes
Ne doit pas être confondu avec Hannappes.
Hannapes est une commune française située dans le département de l'Aisne, en région Hauts-de-France.

## Géographie

### Hydrographie

#### Réseau hydrographique
La commune est traversée par la ligne de partage des eaux entre les bassins hydrographiques Artois-Picardie et Seine-Normandie. Elle supporte le tripoint hydrographique des bassins versants de l'Escaut, de la Meuse et de la Seine (49° 59′ 37″ N, 3° 36′ 23″ E). Elle est drainée principalement par le canal de la Sambre à l'Oise, le Noirrieu, l'Iron, le Blocus d'en Bas, le Blocus d'en Haut, Molain, divers bras de l'Iron,.
Le Noirrieu, d'une longueur de 33 km, prend sa source dans la commune de La Flamengrie et se jette  dans l'Oise (rive gauche) à Vadencourt, après avoir traversé onze communes.

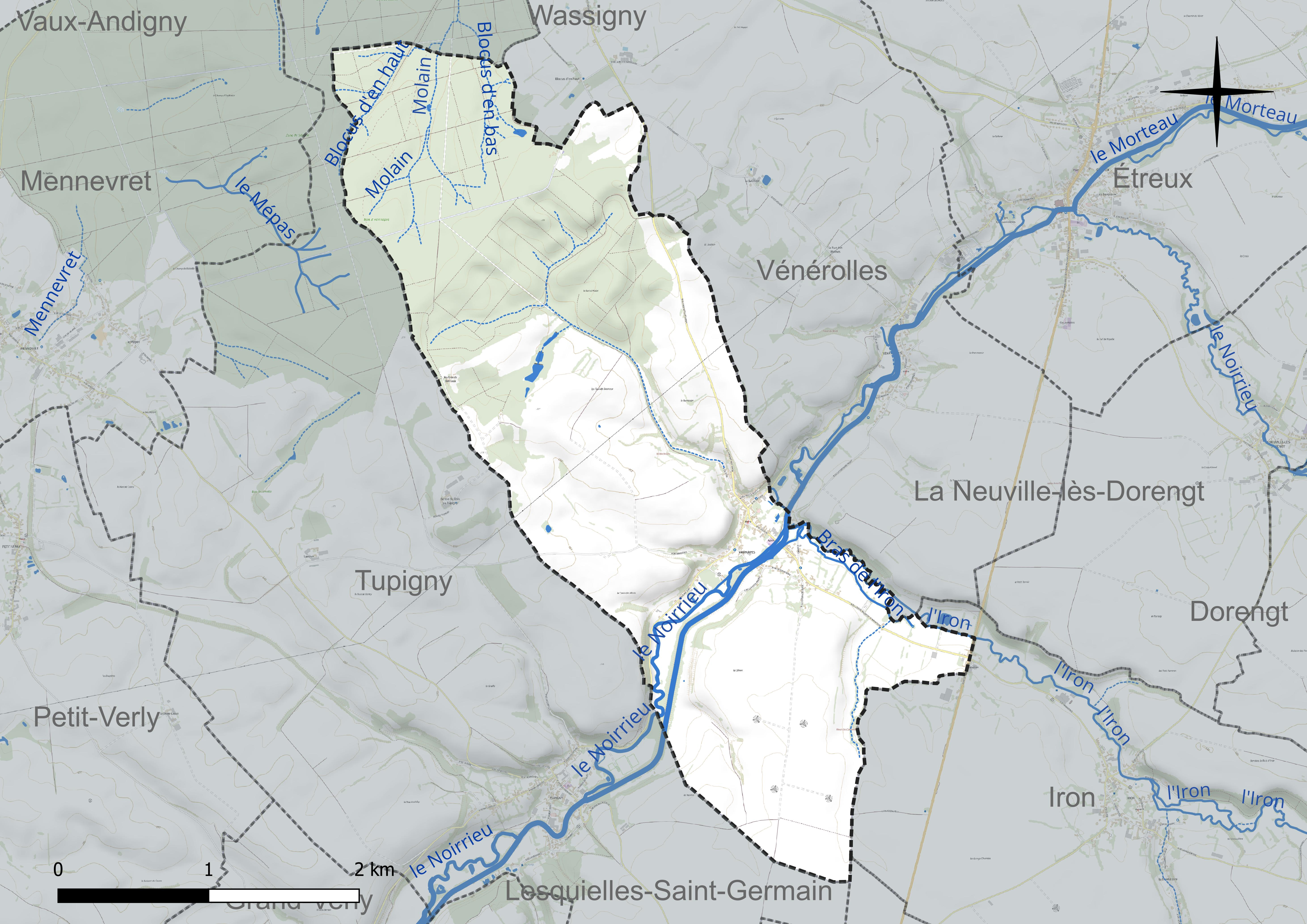
Réseau hydrographique de Hannapes.

L'Iron, d'une longueur de 25 km, prend sa source dans la commune de La Flamengrie et se jette  dans le Noirrieu sur la commune, après avoir traversé dix communes.

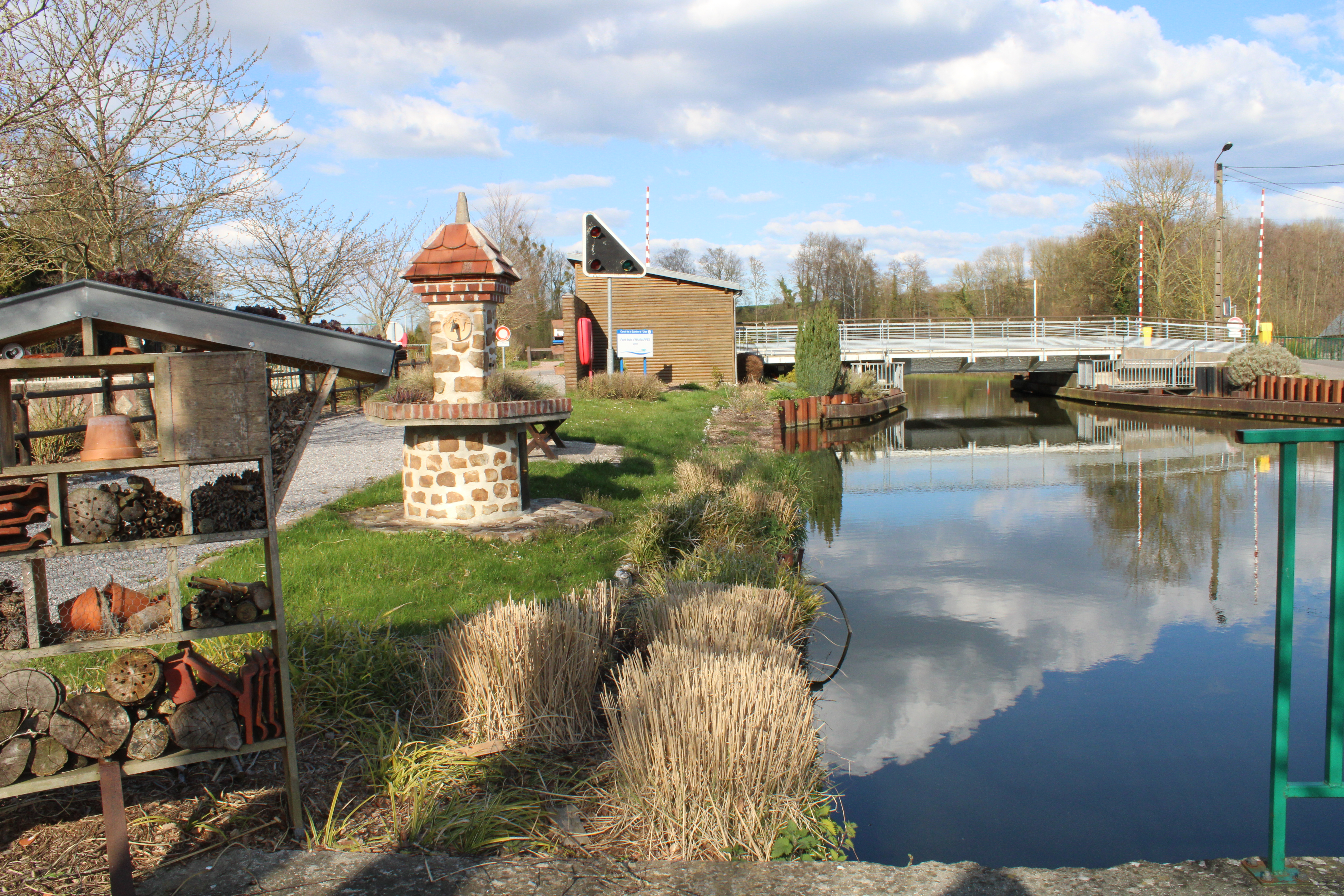
Le pont-levis.
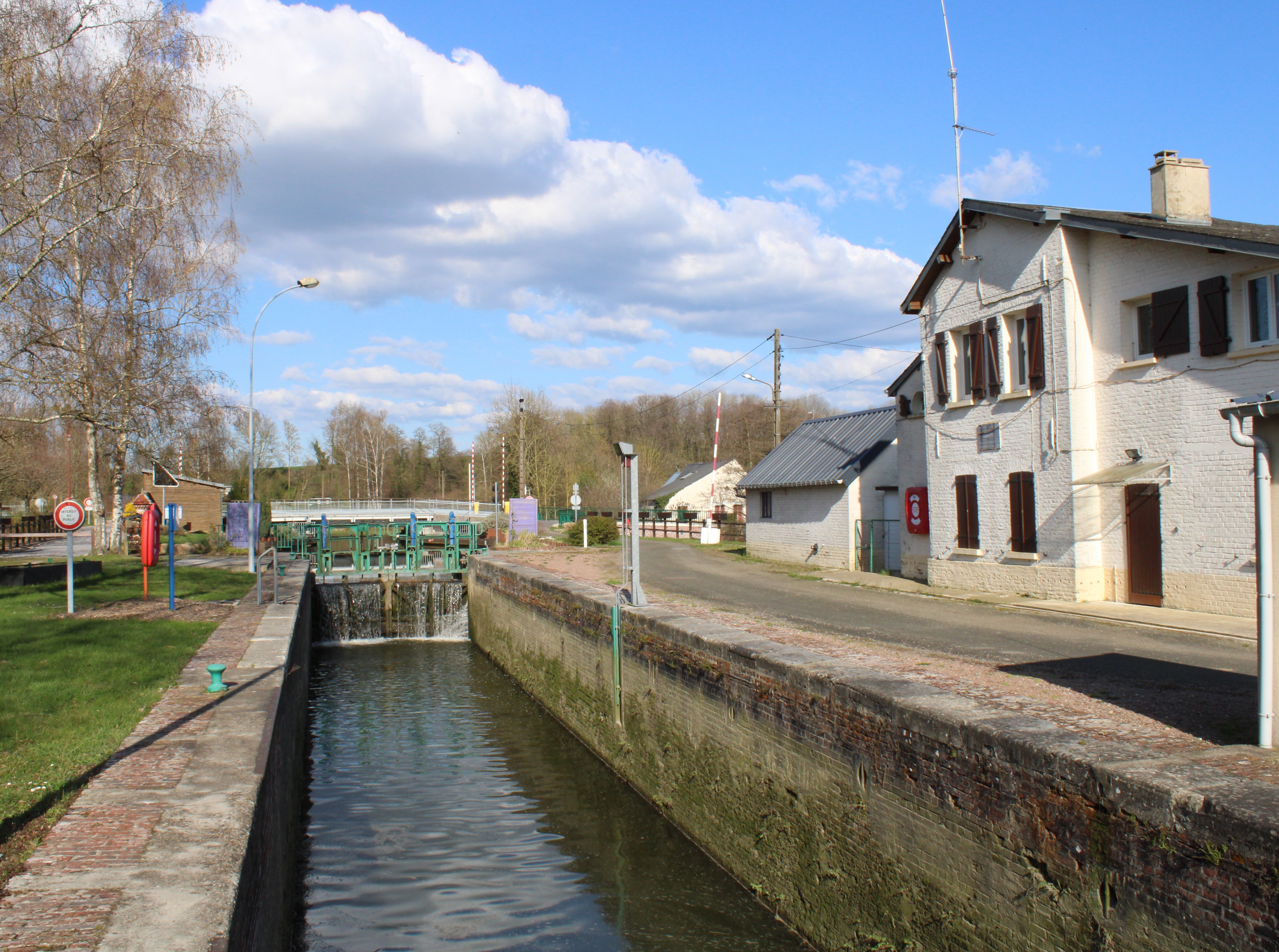
L'écluse n° 12 à Hannapes.
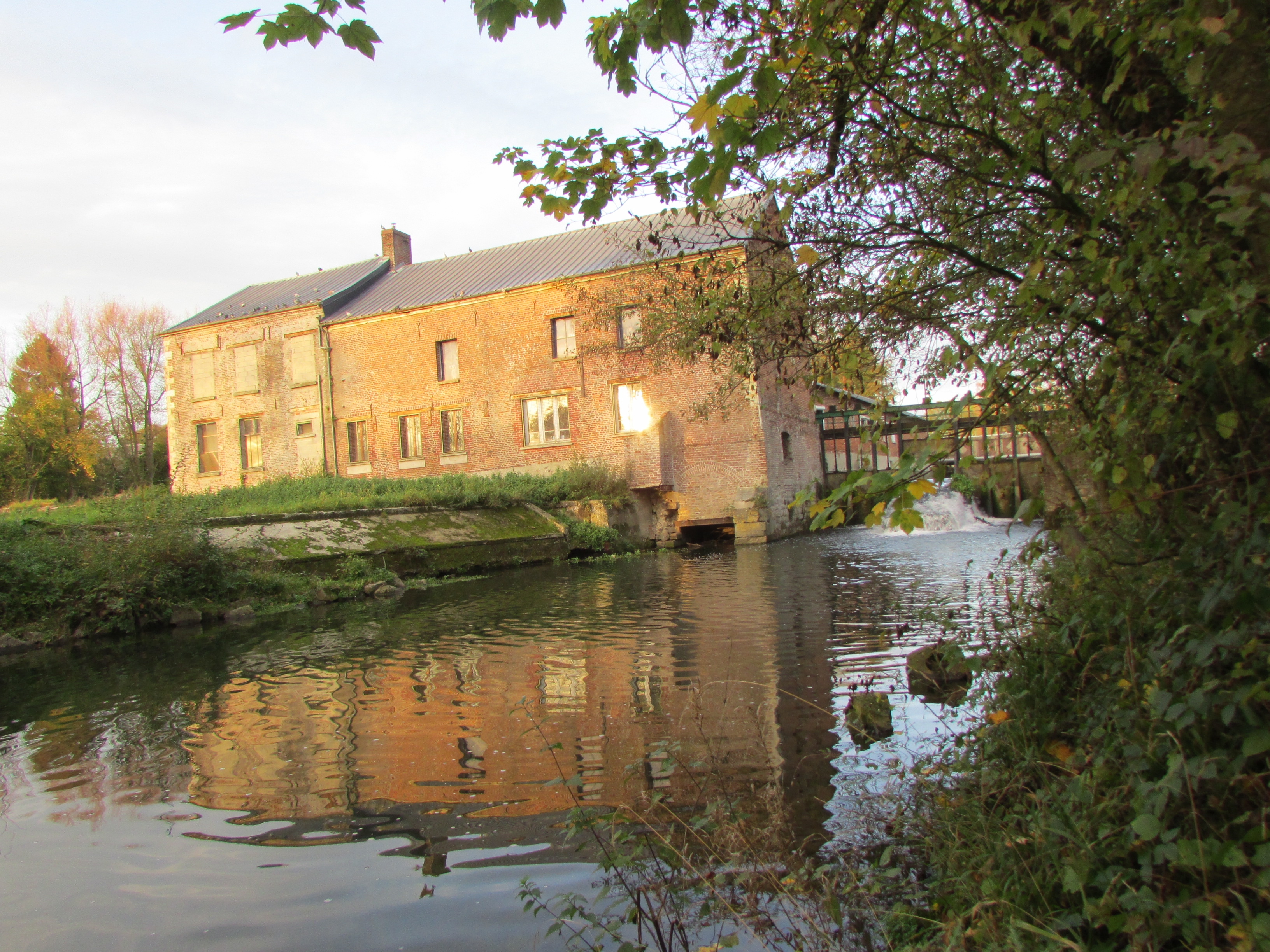
Vieux moulin sur le Noirieu.
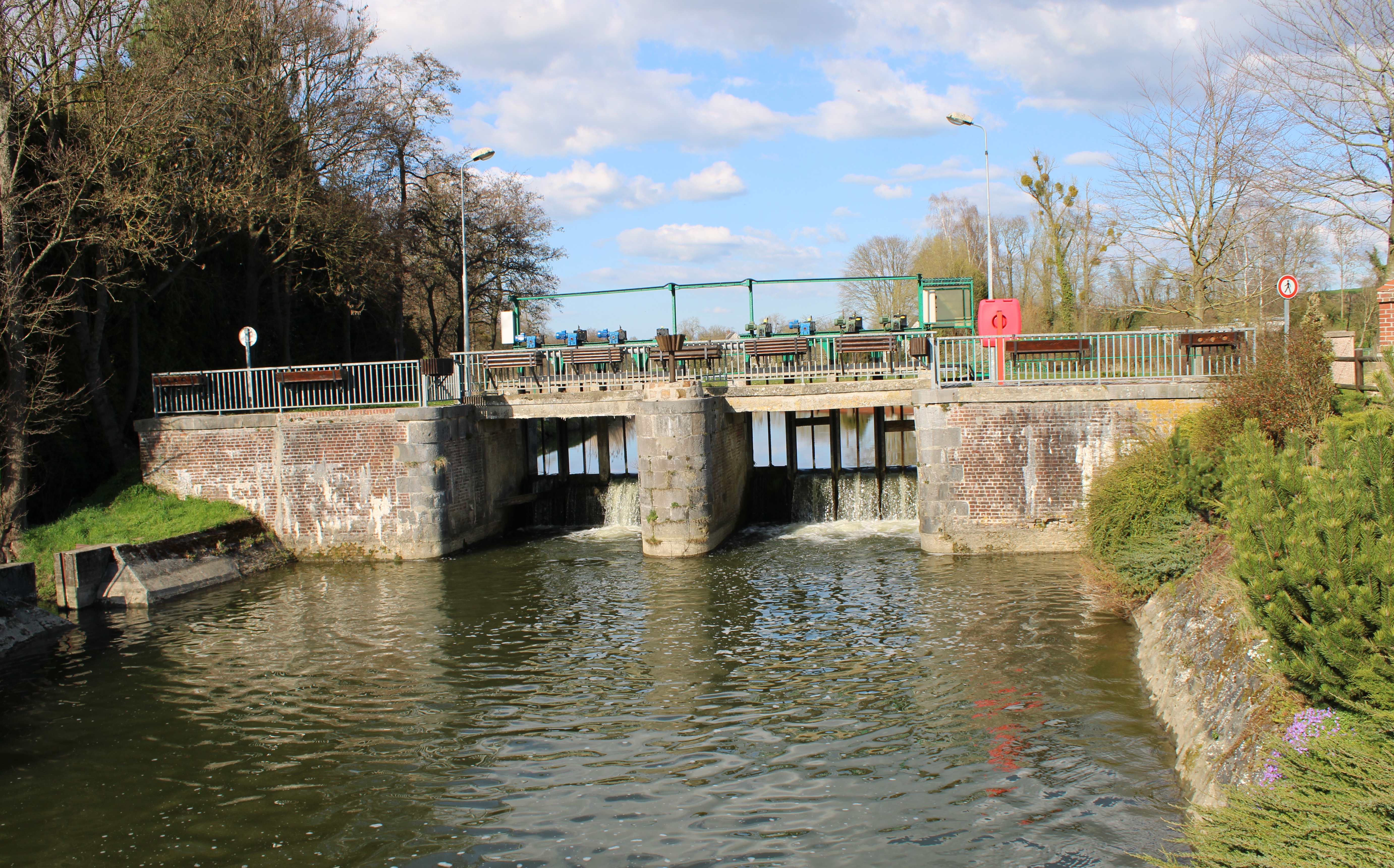
Déversoir du canal dans le Noirieu.

Un plan d'eau complète le réseau hydrographique : l'étang Bayard (0,1 ha),.

#### Gestion et qualité des eaux
Le territoire communal est couvert par le schéma d'aménagement et de gestion des eaux (SAGE) « Sambre ». Ce document de planification concerne un territoire de 1 253 km2 de superficie, délimité par le bassin versant de la Sambre. Le périmètre a été arrêté le 1er novembre 2003 et le SAGE proprement dit a été approuvé le 21 septembre 2012, puis modifié le 18 août 2022. La structure porteuse de l'élaboration et de la mise en œuvre est le syndicat mixte du Parc naturel régional de l'Avesnois.
La qualité des cours d'eau peut être consultée sur un site spécial géré par les agences de l'eau et l'Agence française pour la biodiversité.

### Climat
Pour des articles plus généraux, voir Climat des Hauts-de-France et Climat de l'Aisne.
En 2010, le climat de la commune est de type climat océanique dégradé des plaines du Centre et du Nord, selon une étude du CNRS s'appuyant sur une série de données couvrant la période 1971-2000. En 2020, Météo-France publie une typologie des climats de la France métropolitaine dans laquelle la commune est exposée à un climat océanique altéré et est dans la région climatique Nord-est du bassin Parisien, caractérisée par un ensoleillement médiocre, une pluviométrie moyenne régulièrement répartie au cours de l'année et un hiver froid (3 °C).
Pour la période 1971-2000, la température annuelle moyenne est de 10,1 °C, avec une amplitude thermique annuelle de 14,9 °C. Le cumul annuel moyen de précipitations est de 791 mm, avec 12,8 jours de précipitations en janvier et 9,3 jours en juillet. Pour la période 1991-2020, la température moyenne annuelle observée sur la station météorologique la plus proche, située sur la commune de Fontaine-lès-Vervins à 24 km à vol d'oiseau, est de 10,5 °C et le cumul annuel moyen de précipitations est de 826,3 mm,. Pour l'avenir, les paramètres climatiques de la commune estimés pour 2050 selon différents scénarios d'émission de gaz à effet de serre sont consultables sur un site spécial publié par Météo-France en novembre 2022.

## Urbanisme

### Typologie
Au 1er janvier 2024, Hannapes est catégorisée commune rurale à habitat dispersé, selon la nouvelle grille communale de densité à 7 niveaux définie par l'Insee en 2022.
Elle appartient à l'unité urbaine d'Étreux, une agglomération intra-départementale dont elle est une commune de la banlieue,. Par ailleurs la commune fait partie de l'aire d'attraction de Guise, dont elle est une commune de la couronne,. Cette aire, qui regroupe 21 communes, est catégorisée dans les aires de moins de 50 000 habitants,.

### Occupation des sols
L'occupation des sols de la commune, telle qu'elle ressort de la base de données européenne d'occupation biophysique des sols Corine Land Cover (CLC), est marquée par l'importance des territoires agricoles (60,7 % en 2018), une proportion identique à celle de 1990 (60,7 %). La répartition détaillée en 2018 est la suivante : 
terres arables (42,6 %), forêts (36,3 %), prairies (18,2 %), zones urbanisées (3 %).
L'évolution de l'occupation des sols de la commune et de ses infrastructures peut être observée sur les différentes représentations cartographiques du territoire : la carte de Cassini (XVIIIe siècle), la carte d'état-major (1820-1866) et les cartes ou photos aériennes de l'IGN pour la période actuelle (1950 à aujourd'hui).

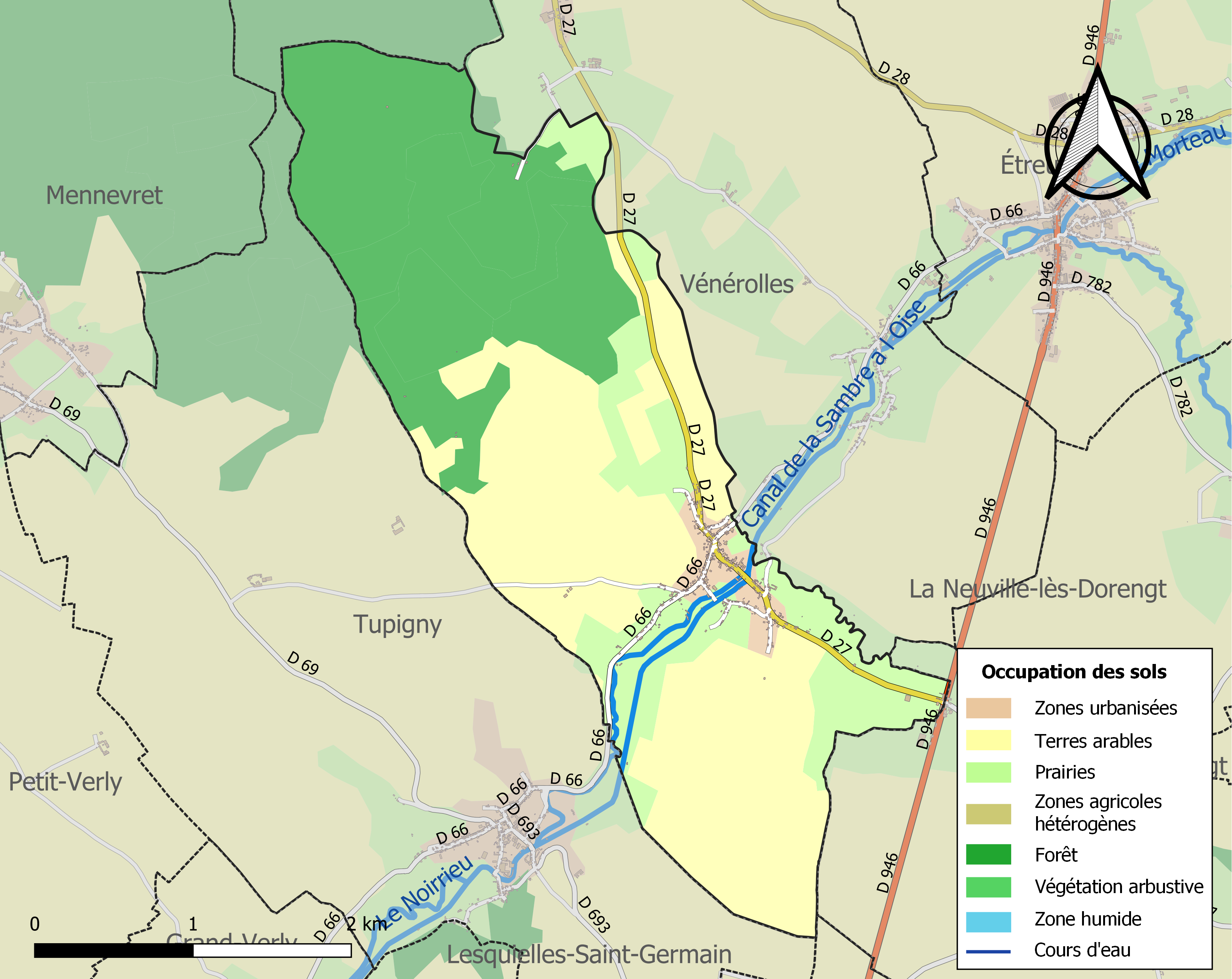
Carte de l'occupation des sols de la commune en 2018 (CLC).

## Toponymie
Le nom de la localité est attesté sous les formes « villa Hanapio in pago Laudunensi » en 845, territorium Hanapie en 1138, Henapia en 1156, Hennapes et territorio de Hanapes en 1210.
Pour Marie-Thérèse Morlet, le toponyme est formé sur un mot du vieux haut-allemand : hanaf, employé au sens de « marais ». Ainsi Hannapa pourrait se traduire par « eau de marais », Ernest Nègre l'accompagne d'un hydronyme pré-celtique *apia. Hanaf est une forme ancienne pour hanf, « chanvre » (hanap est cité comme une variante). C'est ce qu'écrit d'ailleurs Alain Rey, dans le Dictionnaire historique de la langue française, à l'article « chanvre ». Jacques Chaurand et M. Lebègue ne rejettent pas totalement l'hypothèse de l'hydronyme pré-celtique *apia, pour faire de *hanap-apia une « rivière où rouir le chanvre ».

## Histoire

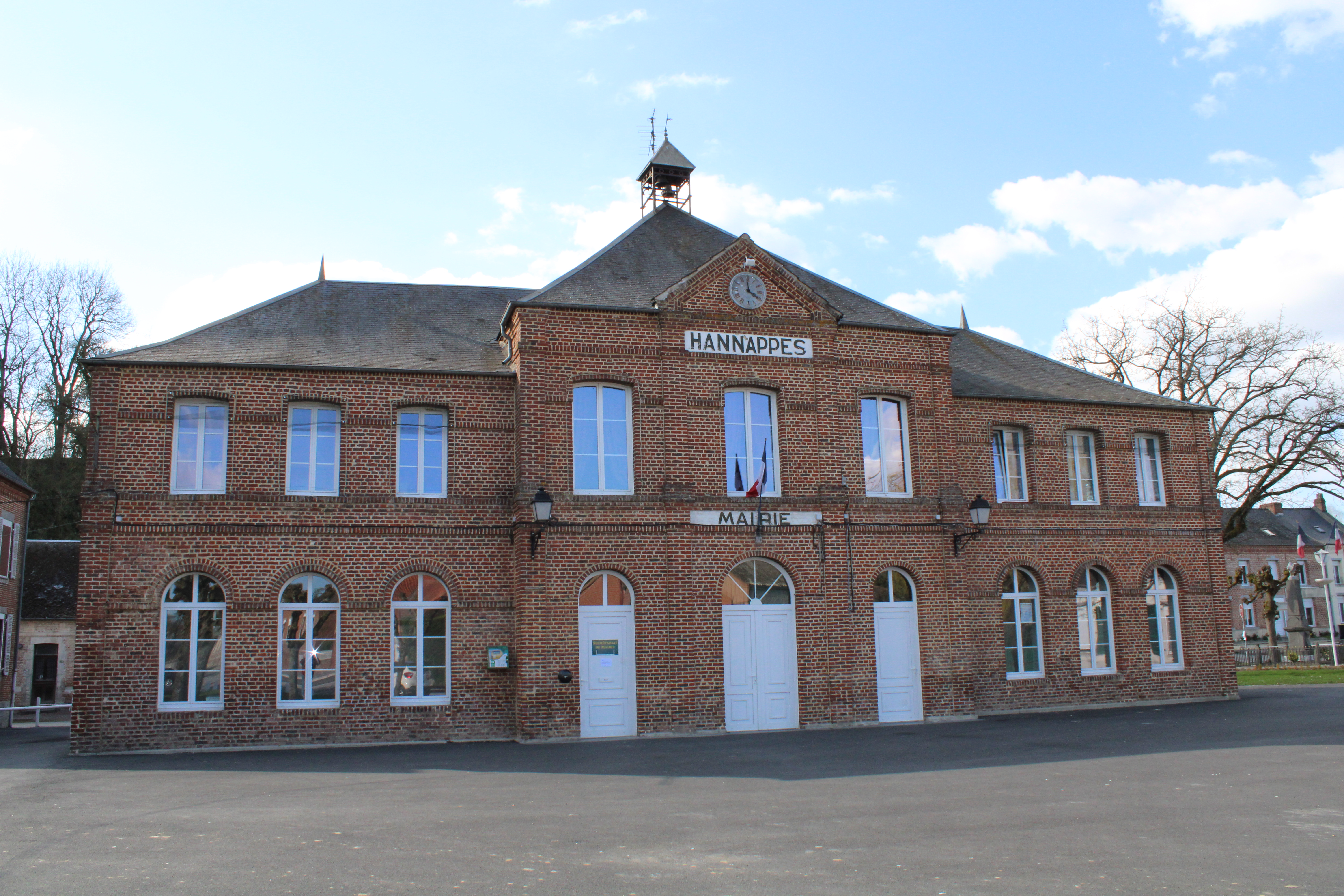
La mairie.

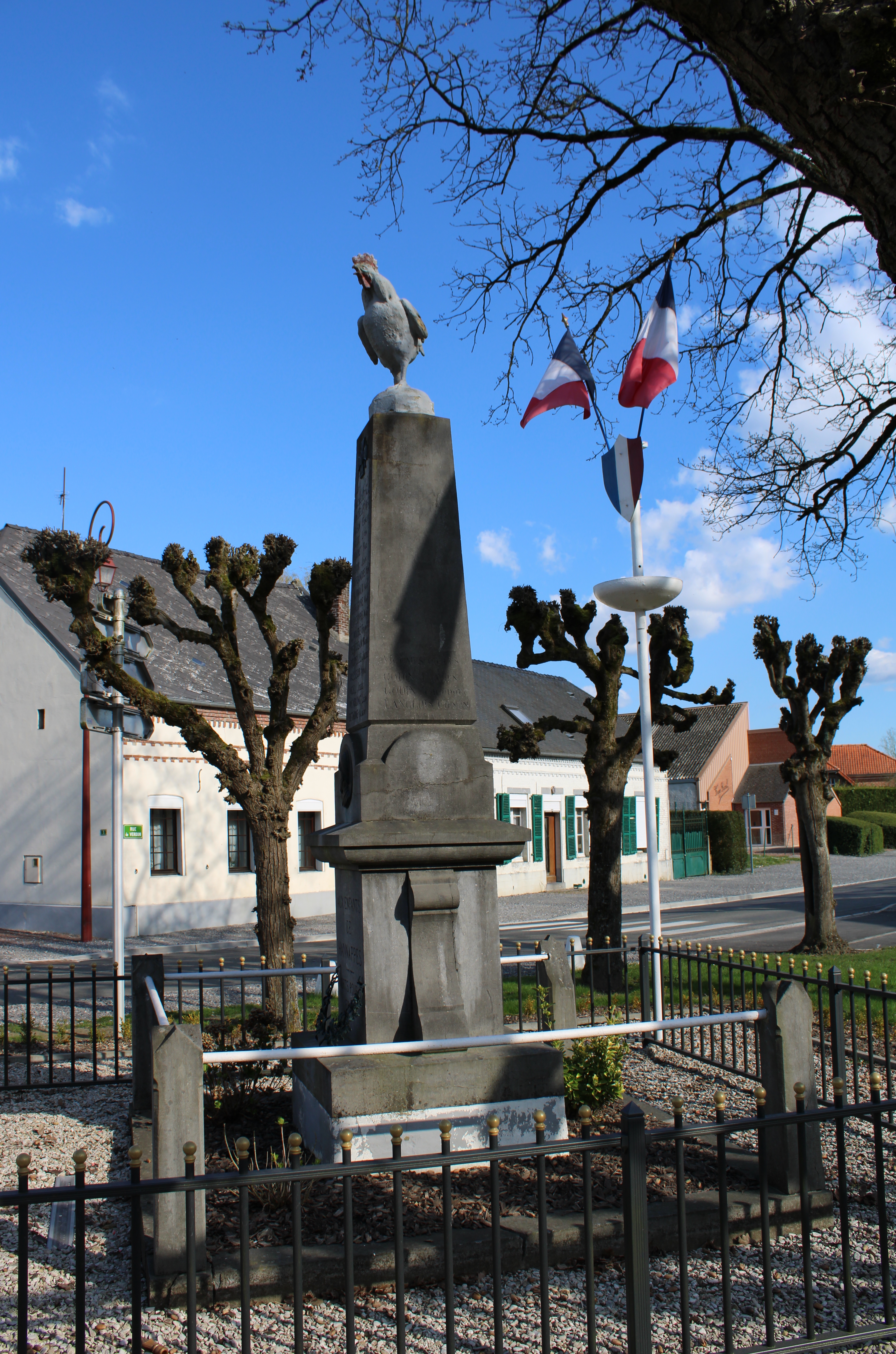
Le monument aux morts.

## Politique et administration

### Découpage territorial
La commune de Hannapes est membre de la communauté de communes Thiérache Sambre et Oise, un établissement public de coopération intercommunale (EPCI) à fiscalité propre créé le 1er janvier 2017 dont le siège est à Guise. Ce dernier est par ailleurs membre d'autres groupements intercommunaux.
Sur le plan administratif, elle est rattachée à l'arrondissement de Vervins, au département de l'Aisne et à la région Hauts-de-France. Sur le plan électoral, elle dépend du  canton de Guise pour l'élection des conseillers départementaux, depuis le redécoupage cantonal de 2014 entré en vigueur en 2015, et de la troisième circonscription de l'Aisne  pour les élections législatives, depuis le dernier découpage électoral de 2010.

### Administration municipale
| Période                                  | Période                       | Identité            | Étiquette | Qualité                                                 |
| ---------------------------------------- | ----------------------------- | ------------------- | --------- | ------------------------------------------------------- |
| Les données manquantes sont à compléter. |                               |                     |           |                                                         |
| 1971 à 1988                              | 1988                          | Bernard BODIOT      | PS        |                                                         |
| juin 1995                                | mars 2008                     | Jean-Pierre Gallois |           |                                                         |
| mars 2008                                | mars 2014                     | Claude Carette      |           |                                                         |
| mars 2014                                | En cours (au 12 juillet 2020) | Christian Brunet    | DVD       | Représentant de commerce Réélu pour le mandat 2020-2026 |

## Démographie
L'évolution du nombre d'habitants est connue à travers les recensements de la population effectués dans la commune depuis 1793. Pour les communes de moins de 10 000 habitants, une enquête de recensement portant sur toute la population est réalisée tous les cinq ans, les populations de référence des années intermédiaires étant quant à elles estimées par interpolation ou extrapolation. Pour la commune, le premier recensement exhaustif entrant dans le cadre du nouveau dispositif a été réalisé en 2004.

En 2022, la commune comptait 327 habitants, en évolution de +3,81 % par rapport à 2016 (Aisne : −1,97 %, France hors Mayotte : +2,11 %).
| 1793 | 1800 | 1806 | 1821 | 1831 | 1836 | 1841 | 1846  | 1851  |
| ---- | ---- | ---- | ---- | ---- | ---- | ---- | ----- | ----- |
| 714  | 686  | 826  | 846  | 843  | 927  | 969  | 1 067 | 1 084 |

| 1856  | 1861  | 1866  | 1872  | 1876  | 1881 | 1886 | 1891 | 1896 |
| ----- | ----- | ----- | ----- | ----- | ---- | ---- | ---- | ---- |
| 1 086 | 1 122 | 1 137 | 1 077 | 1 019 | 903  | 818  | 769  | 735  |

| 1901 | 1906 | 1911 | 1921 | 1926 | 1931 | 1936 | 1946 | 1954 |
| ---- | ---- | ---- | ---- | ---- | ---- | ---- | ---- | ---- |
| 713  | 637  | 605  | 541  | 417  | 436  | 420  | 337  | 385  |

| 1962 | 1968 | 1975 | 1982 | 1990 | 1999 | 2004 | 2006 | 2009 |
| ---- | ---- | ---- | ---- | ---- | ---- | ---- | ---- | ---- |
| 388  | 386  | 359  | 351  | 272  | 278  | 268  | 259  | 285  |

| 2014 | 2019 | 2022 | - | - | - | - | - | - |
| ---- | ---- | ---- | - | - | - | - | - | - |
| 308  | 324  | 327  | - | - | - | - | - | - |

## Lieux et monuments
- Église Saint-Jean (église fortifiée).
- Ancien temple protestant, ouvert en 1854, désaffecté et aujourd'hui employé comme atelier de menuiserie[31].